# نباز سوري
النباز السوري أو لخلاخ أو خرفيش كبير هو أحد نوعين في جنس النباز من الفصيلة النجمية.
من أسمائه العلمية (باللاتينية: Notobasis syriaca) و(باللاتينية: Cnicus syriacus) و(باللاتينية: Cirsium syriacum).
موطنه المشرق العربي وحوض البحر الأبيض المتوسط. ينتشر في الأراضي المهملة وعلى أطراف الطرقات.

## الوصف النباتي
النبات حولي طوله يتراوح بين 30 - 100سم.